# Валютная оговорка
Валютная оговорка — условие внешнеторгового контракта, имеющее целью защиту от валютных рисков..
Неустойчивость курсов валют порождает валютные риски, то есть потери вследствие неблагоприятного изменения курса валюты цены или валюты платежа. Одним из методов защиты от такого рода убытков является привязка курса валюты цены или валюты платежа к другой валюте, курс которой стабилен или имеет тенденцию к повышению. В этом случае при падении курса валюты, в которой осуществляется платёж, согласно условиям контракта увеличивается сумма платежа в обесцененной валюте.

## Мультивалютная оговорка
Иногда в контракте предусматривается привязка неустойчивой валюты не к одной валюте, а к корзине валют, то есть рассчитывается среднеарифметический или средневзвешенный курс нескольких валют. Такая оговорка получила название мультивалютной оговорки.
В качестве корзины валют может рассматриваться международная расчётная единица, например СДР. В прошлом применялась ЭКЮ.
Смысл всех валютных оговорок состоит в том, что, несмотря на обесценение валюты, экспортёр получает количество валюты платежа в соответствии с курсом валюты или корзины валют, указанных в валютной оговорке.